# Рисовое вино
Рисовое вино — алкогольный напиток из риса, традиционно употребляемый в Восточной, Юго-Восточной и Южной Азии. Производится из ферментированного рисового крахмала, который был превращён в сахара. Источником ферментов, которые превращают крахмалы в сахар, являются микробы.
Рисовое вино обычно содержит 18—25 % алкоголя. Известно более 9000 лет. Используется в азиатской гастрономии на официальных ужинах, банкетах и в кулинарии, а также используются в религиозном и церемониальном контексте.

## Виды
Ниже перечислены некоторые виды рисового вина:
- Ара — бутанское рисовое, просовое или кукурузное вино.
- Брем[англ.] — балийское рисовое вино.
- Чхонджу[англ.] — светлое, очищенное рисовое вино из Кореи.
  - Якчу[англ.] — разновидность чхонджу.
- Чолай[англ.] — красноватое рисовое вино из Западной Бенгалии, Индия.
- Чоуцзю[англ.] — молочное вино из клейкого риса, популярное в Сиане, Китай.
- Камджу[англ.] — молочное светлое рисовое вино из Кореи.
- Гвахаджу[англ.] — креплённое рисовое вино, так называемое, «летнее вино» из Кореи.
- Хария[англ.] — белое или водянистое рисовое пиво из Индии.
- Хуанцзю — китайское ферментированное рисовое вино, буквально «жёлтое вино» или «жёлтый ликёр», цветом от прозрачного до коричневого или коричневатого-красного.
- Лао-лао[англ.] — очищенное рисовое вино из Лаоса.
- Лихин[англ.] — казадан-дусунское[англ.] рисовое вино из Сабаха (Восточная Малайзия).
  - Тапай[англ.] — разновидность лихина.
- Макколли — молочное рисовое вино из Кореи.
- Мицзю — очищенное сладкое китайское рисовое вино/ликёр из ферментированного клейкого риса.
- Мирин — японское, очень сладкое рисовое вино, обычно используется в кулинарии.
- Руоукан[англ.] — вьетнамское рисовое вино, которое принято пить длинными тонкими бамбуковыми трубочками.
- Сато[англ.] — рисовое вино происходящее из Исана, региона на северо-востоке Таиланда.
- Шаосин — рисовое вино из Шаосина (китайская провинция Чжэцзян), вероятно, самое известное китайское рисовое вино.
- Сомбай[англ.] — камбоджийское рисовое вино/настойка на сахарном тростнике, фруктах и пряностях внутри бутылки.
- Сонти[англ.] — индийское рисовое вино.
- Тапуй[англ.] — очищенное рисовое вино из Горной провинции (Филиппины).
- Туак — даякское рисовое вино из Калимантана (Индонезия) и Саравака (Малайзия).